# Olympiakos Syndesmos Filathlōn Peiraiōs 1994-1995 (pallacanestro maschile)
Questa voce raccoglie le informazioni riguardanti l'Olympiakos B.C. nelle competizioni ufficiali della stagione 1994-1995.

## Stagione
La stagione 1994-1995 dell'Olympiakos è la 40ª nel massimo campionato greco di pallacanestro, l'A1 Ethniki.

## Roster
Aggiornato al 13 dicembre 2021.
| Olympiakos 1994-95 | Olympiakos 1994-95 |
| Giocatori          | Staff tecnico      |
| ------------------ | ------------------ |

| N. | Naz.                                      | Ruolo | Nome                  | Anno | Alt.   | Peso   |  |
| -- | ----------------------------------------- | ----- | --------------------- | ---- | ------ | ------ |  |
| 4  | Grecia (bandiera)                         | G     | Euthymīs Mpakatsias   | 1968 | 195 cm | 91 kg  |  |
| 4  | Grecia (bandiera)                         | P     | Giōrgos Limniatīs     | 1971 | 192 cm | 90 kg  |  |
| 5  | Grecia (bandiera)                         | GA    | Giōrgos Sigalas       | 1970 | 200 cm | 102 kg |  |
| 6  | Grecia (bandiera)                         |       | Antōnīs Stamatīs      | 1965 |        |        |  |
| 7  | Grecia (bandiera)                         | C     | Argyrīs Kampourīs (C) | 1962 | 207 cm | 102 kg |  |
| 8  | Stati Uniti (bandiera)                    | AP    | Eddie Johnson         | 1959 | 201 cm | 98 kg  |  |
| 9  | Croazia (bandiera) · Grecia (bandiera)    | AP    | Franko Nakić          | 1972 | 201 cm | 90 kg  |  |
| 10 | Grecia (bandiera)                         | C     | Panagiōtīs Fasoulas   | 1963 | 213 cm | 109 kg |  |
| 11 | Jugoslavia (bandiera) · Grecia (bandiera) | P     | Milan Tomić           | 1973 | 190 cm | 86 kg  |  |
| 12 | Jugoslavia (bandiera) · Grecia (bandiera) | C     | Dragan Tarlać         | 1973 | 211 cm | 120 kg |  |
| 14 | Canada (bandiera) · Grecia (bandiera)     | C     | Giōrgos Papadakos     | 1965 | 214 cm |        |  |
| 15 | Ucraina (bandiera)                        | AG    | Oleksandr Volkov      | 1964 | 206 cm | 108 kg |  |
| 16 | Grecia (bandiera)                         | C     | Mpampīs Papadakīs     | 1967 | 207 cm | 105 kg |  |

| Allenatore                                                     |
| - Giannīs Iōannidīs                                            |
| Assistente/i                                                   |
| - Nessuno Legenda - (C) Capitano - (IN) Inattivo - Infortunato |

## Mercato

### Sessione estiva
| Acquisti | Acquisti         | Acquisti          | Acquisti   | Acquisti |
| R.       | Nome             | da                | Modalità   |          |
| -------- | ---------------- | ----------------- | ---------- | -------- |
| AP       | Eddie Johnson    | Charlotte Hornets | definitivo |          |
| AG       | Oleksandr Volkov | Panathīnaïkos     | definitivo |          |

| Cessioni | Cessioni            | Cessioni         | Cessioni       | Cessioni |
| R.       | Nome                | a                | Modalità       |          |
| -------- | ------------------- | ---------------- | -------------- | -------- |
| AC       | Roy Tarpley         | Dallas Mavericks | fine contratto |          |
| AP       | Žarko Paspalj       | Panathīnaïkos    | fine contratto |          |
| C        | Panagiōtīs Karatzas | Free agent       | fine contratto |          |